# Fanny och Alexander
Fanny och Alexander är en svensk dramafilm från 1982 skriven och regisserad av Ingmar Bergman och producerad av Jörn Donner. Filmen handlar om syskonen Fanny och Alexander från den förmögna familjen Ekdahl i Uppsala under början av 1900-talet. Syskonens far Oscar dör av ett slaganfall och deras mor Emilie gifter om sig med stadens biskop Edvard Vergérus, en änkeman som misshandlar Alexander på grund av en historia han fantiserar ihop om hur biskopen mist sin fru och sina döttrar. 
Bergman menade att Fanny och Alexander skulle bli hans sista film, och att manuset är semibiografiskt. Rollfigurerna Alexander, Fanny och styvfadern Edvard är baserade på honom själv, hans syster Margareta och hans far, prästen Erik Bergman. Filmen var en samproduktion mellan Sverige, Frankrike och Västtyskland, och filminspelningen ägde rum i Uppsala och i Svenska Filminstitutets ateljéer. Dokumentärfilmen Dokument Fanny och Alexander skildrar inspelningen och processen bakom Fanny och Alexander.
Inledningsvis planerades Fanny och Alexander att bli en miniserie, och den klipptes till att bli 312 minuter lång, uppdelad i fyra avsnitt. Senare skapades en 188 minuter lång bioversion, som hade världspremiär i Sverige den 17 december 1982, medan miniserien började sändas på SVT den 25 december 1984. Miniserien släpptes senare som långfilm, och både denna version och den kortare bioversionen har visats på biografer över hela världen. Den 312 minuter långa versionen är en av de längsta kommersiella filmer som har visats på vanliga biografer.
Den första bioversionen fick positiva recensioner av både svenska och internationella filmkritiker. Den vann fyra Oscar, inklusive en för Bästa utländska film, tre Guldbaggar, inklusive en för Bästa film, och andra utmärkelser. Bergman skrev senare nya halvbiografiska manus, som 1992 låg till grund för filmerna Den goda viljan, i regi av Bille August, och Söndagsbarn, i regi av Daniel Bergman. Fanny och Alexander har efter Bergmans död även bearbetats och satts upp som teaterpjäs.

## Handling
Filmen utspelar sig i Uppsala mellan 1907 och 1909 med en epilog 1910. Den kretsar kring den förmögna familjen Ekdahl, där änkan Helena är familjens matriark. Helena har tre söner: Oscar, Carl och Gustav Adolf. Oscar driver en familjeägd teater tillsammans med sin hustru Emilie. De har två barn, Fanny och Alexander. Helenas andra son, Carl, är en missnöjd och depressiv universitetsprofessor och är gift med den tyska Lydia. Den yngsta sonen, Gustav Adolf, är restauratör och känd för sina otrohetsaffärer, bland annat med barnjungfrun Maj. Till familjen hör även Helenas tidigare älskare, rabbinen och bankiren Isak Jacobi, som driver en antikvitetsbutik.
Handlingen inleds med en julfest där familjen Ekdahl firar tillsammans efter ett juluppträdande på teatern. Emilie och Oscar har ett lyckligt äktenskap, men under repetitionen av Hamlet drabbas Oscar av ett slaganfall och avlider. Efter hans död börjar Oscars vålnad dyka upp för Alexander och Helena. Ett år senare gifter Emilie om sig med biskopen Edvard Vergérus och flyttar med barnen till hans spartanska hem i biskopsgården, där strikta regler och disciplin präglar vardagen. Edvard visar sig vara en auktoritär och sträng styvfar, vilket leder till konflikter med Alexander, som har en livlig fantasi och oftast hittar på historier. Emilie inser snart att hon begått ett misstag genom att gifta sig med Edvard och vill skiljas, men biskopen vägrar och hotar med att ta barnen ifrån henne. Samtidigt oroar sig familjen Ekdahl för Emilie och barnens situation. Emilie besöker sin svärmor Helena i hemlighet och avslöjar att hon är gravid.
Under Emilies bortavaro låser Edvard in Fanny och Alexander som straff. Alexander berättar en historia om att han mött vålnaderna av Edvards döda familj, vilket leder till att Edvard pryglar honom och förvisar honom till vinden. Emilie befriar Alexander när hon återvänder, men Edvard kräver att hon stannar och förbjuder kontakt med yttervärlden. Isak Jacobi ingriper och lyckas smuggla ut barnen med hjälp av sina mystiska krafter. De får bo i Isaks antikvitetsbutik tillsammans med hans systerson Aron, som driver en dockteater. Under denna tid berättar Isak en historia om en pojke på vandring mot ett osäkert mål, vilket ger Alexander möjlighet att fantisera om Edvards död. Isaks systerson Ismael förklarar för Alexander att hans fantasier kan bli verklighet om han drömmer tillräckligt starkt.
Familjen Ekdahl, med Carl och Gustav Adolf i spetsen, konfronterar Edvard för att få igenom skilsmässan. De hotar med en offentlig skandal och avslöjandet av Edvards skulder, men biskopen vägrar lämna tillbaka barnen. Den höggravida Emilie ger Edvard en kopp buljong spetsad med sömnmedel och deklarerar att hon och barnen kommer att lämna honom. Edvard hotar med att förfölja henne och förstöra barnens framtid, men somnar snart. Nästa morgon vaknar Emilie i Helenas hem och får reda på att en tragisk olycka inträffat. Biskopens faster Elsa hade råkat tända eld på huset och dött, medan Edvard brändes till döds i sina försök att släcka elden.
Familjen Ekdahl återförenas för dopet av Emilies och den avlidne Edvards dotter samt Gustav Adolfs och Majs utomäktenskapliga dotter. Gustav Adolf håller ett tal om lyckan i den lilla världen och livets positiva sidor, medan Maj bestämmer sig för att flytta till Stockholm med Gustav Adolfs dotter Petra. Alexander ser biskopens vålnad, som förklarar att han aldrig helt kommer att slippa honom. Emilie ärver teatern efter Oscar och vill för att hedra Helena sätta upp August Strindbergs Ett drömspel. Helena är först tveksam och kallar Strindberg för en "kvinnohatare", men hon ändrar sig efter att ha läst verket för en sovande Alexander.

## Rollista
Följande skådespelare medverkar i filmen:
| \| Bertil Guve \| – Alexander (Oscars och Emilies son) \| \| Pernilla Allwin \| – Fanny (Oscars och Emilies dotter) \| \| Gunn Wållgren \| – Helena Ekdahl, före detta skådespelerska \| \| Allan Edwall \| – Oscar Ekdahl (Helenas förste son) \| \| Ewa Fröling \| – Emelie[11] (även omnämnd som Emilie[12]) Ekdahl (Oscars hustru) \| \| Börje Ahlstedt \| – Carl Ekdahl (Helenas andre son) \| \| Christina Schollin \| – Lydia Ekdahl (Carls hustru) \| \| Jarl Kulle \| – Gustav Adolf Ekdahl (Helenas tredje son) \| \| Mona Malm \| – Alma Ekdahl (Gustav Adolfs hustru) \| \| Maria Granlund \| – Petra (Gustav Adolfs och Almas dotter) \| \| Kristian Almgren \| – Putte (Gustav Adolfs och Almas son) \| \| Emelie Werkö \| – Jenny (Gustav Adolfs och Almas dotter) \| \| Sonya Hedenbratt \| – moster Emma \| \| Käbi Laretei \| – tant Anna von Bohlen \| \| Pernilla August \| – Maj, barnflicka \| \| Lena Olin \| – Rosa, barnflicka \| \| Majlis Granlund \| – Vega, kokerska \| \| Svea Holst \| – fröken Ester, husjungfru \| \| Kristina Adolphson \| – Siri, husjungfru \| \| Siv Ericks \| – Alida, kokerska \| \| Inga Ålenius \| – Lisen, piga \| \| Eva von Hanno \| – Berta, piga \| \| Patricia Gélin \| – staty \| \| Gösta Prüzelius \| – doktor Fürstenberg \| \| Hans Strååt \| – präst vid Emilies och Edvards vigsel \| \| Carl Billquist \| – poliskommissarie Jespersson \| \| Axel Düberg \| – vittnet till biskop Vergérus död \| \| Olle Hilding \| – prästen i epilogen \| - Jan Malmsjö – Biskop Edvard Vergérus - Kerstin Tidelius – Henrietta Vergérus, biskopens syster - Hans Henrik Lerfeldt – Elsa Bergius, biskopens faster - Marianne Aminoff – Blenda Vergérus, biskopens mor - Harriet Andersson – Justina, lillpiga - Mona Andersson – Karna, piga - Marianne Nielsen – Selma, piga - Marrit Ohlsson – Malla Tander, kokerska - Linda Krüger – Pauline (spöke) - Pernilla Wahlgren – Esmeralda (spöke) - Peter Stormare – ung man som hjälper Isak med kistan - Krister Hell – ung man som hjälper Isak med kistan | - Erland Josephson – Isak Jacobi, antikhandlare och bankir, Helenas vän och före detta älskare - Stina Ekblad – Ismael Retzinsky, Isaks systerson - Mats Bergman – Aron Retzinsky, Isaks systerson - Viola Aberlé – japansk kvinna - Gerd Andersson – japansk kvinna - Ann-Louise Bergström – japansk kvinna - Marie-Hélène Breillat – japansk kvinna - Gunnar Björnstrand – Filip Landahl - Heinz Hopf – Tomas Graal - Sune Mangs – herr Salenius - Nils Brandt – herr Morsing - Per Mattsson – Mikael Bergman - Anna Bergman – Hanna Schwartz - Åke Lagergren – Johan Armfeldt - Lickå Sjöman – Grete Holm - Maud Hyttenberg – fröken Sinclair - Marianne Karlbeck – fröken Palmgren - Georg Årlin – Översten - Gus Dahlström – rekvisitören - Tore Karte – kontorschefen - Ernst Günther – Rector Magnificus - Sven-Erik Jacobsson – sångarbroder - Lars-Owe Carlberg – sångarbroder - Hugo Hasslo – sångarbroder |
| Bertil Guve | – Alexander (Oscars och Emilies son) |
| Pernilla Allwin | – Fanny (Oscars och Emilies dotter) |
| Gunn Wållgren | – Helena Ekdahl, före detta skådespelerska |
| Allan Edwall | – Oscar Ekdahl (Helenas förste son) |
| Ewa Fröling | – Emelie (även omnämnd som Emilie) Ekdahl (Oscars hustru) |
| Börje Ahlstedt | – Carl Ekdahl (Helenas andre son) |
| Christina Schollin | – Lydia Ekdahl (Carls hustru) |
| Jarl Kulle | – Gustav Adolf Ekdahl (Helenas tredje son) |
| Mona Malm | – Alma Ekdahl (Gustav Adolfs hustru) |
| Maria Granlund | – Petra (Gustav Adolfs och Almas dotter) |
| Kristian Almgren | – Putte (Gustav Adolfs och Almas son) |
| Emelie Werkö | – Jenny (Gustav Adolfs och Almas dotter) |
| Sonya Hedenbratt | – moster Emma |
| Käbi Laretei | – tant Anna von Bohlen |
| Pernilla August | – Maj, barnflicka |
| Lena Olin | – Rosa, barnflicka |
| Majlis Granlund | – Vega, kokerska |
| Svea Holst | – fröken Ester, husjungfru |
| Kristina Adolphson | – Siri, husjungfru |
| Siv Ericks | – Alida, kokerska |
| Inga Ålenius | – Lisen, piga |
| Eva von Hanno | – Berta, piga |
| Patricia Gélin | – staty |
| Gösta Prüzelius | – doktor Fürstenberg |
| Hans Strååt | – präst vid Emilies och Edvards vigsel |
| Carl Billquist | – poliskommissarie Jespersson |
| Axel Düberg | – vittnet till biskop Vergérus död |
| Olle Hilding | – prästen i epilogen |

## Produktion

### Manus

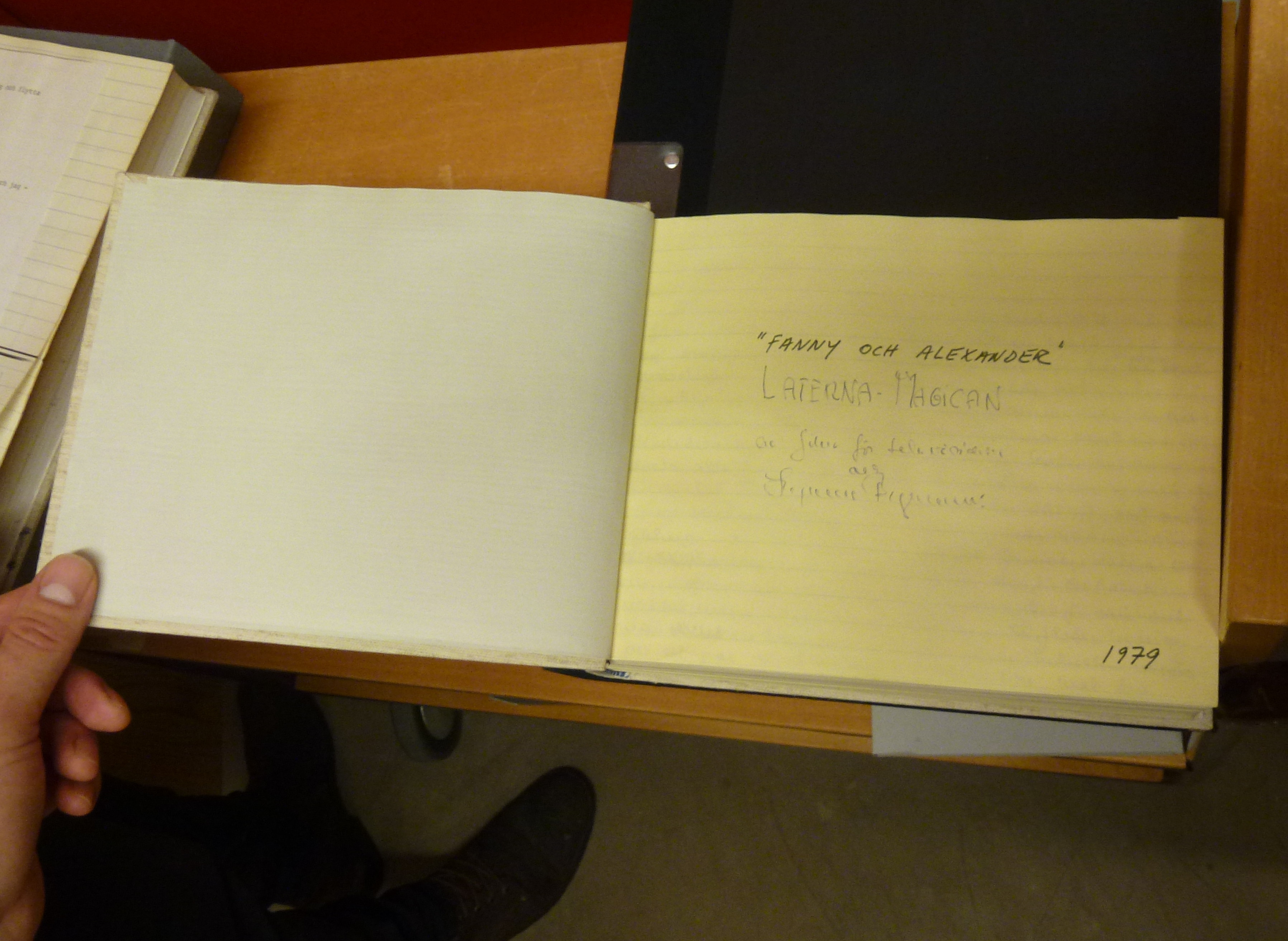
Bergmans originalmanus för Fanny och Alexander i Ingmar Bergmans Arkiv.

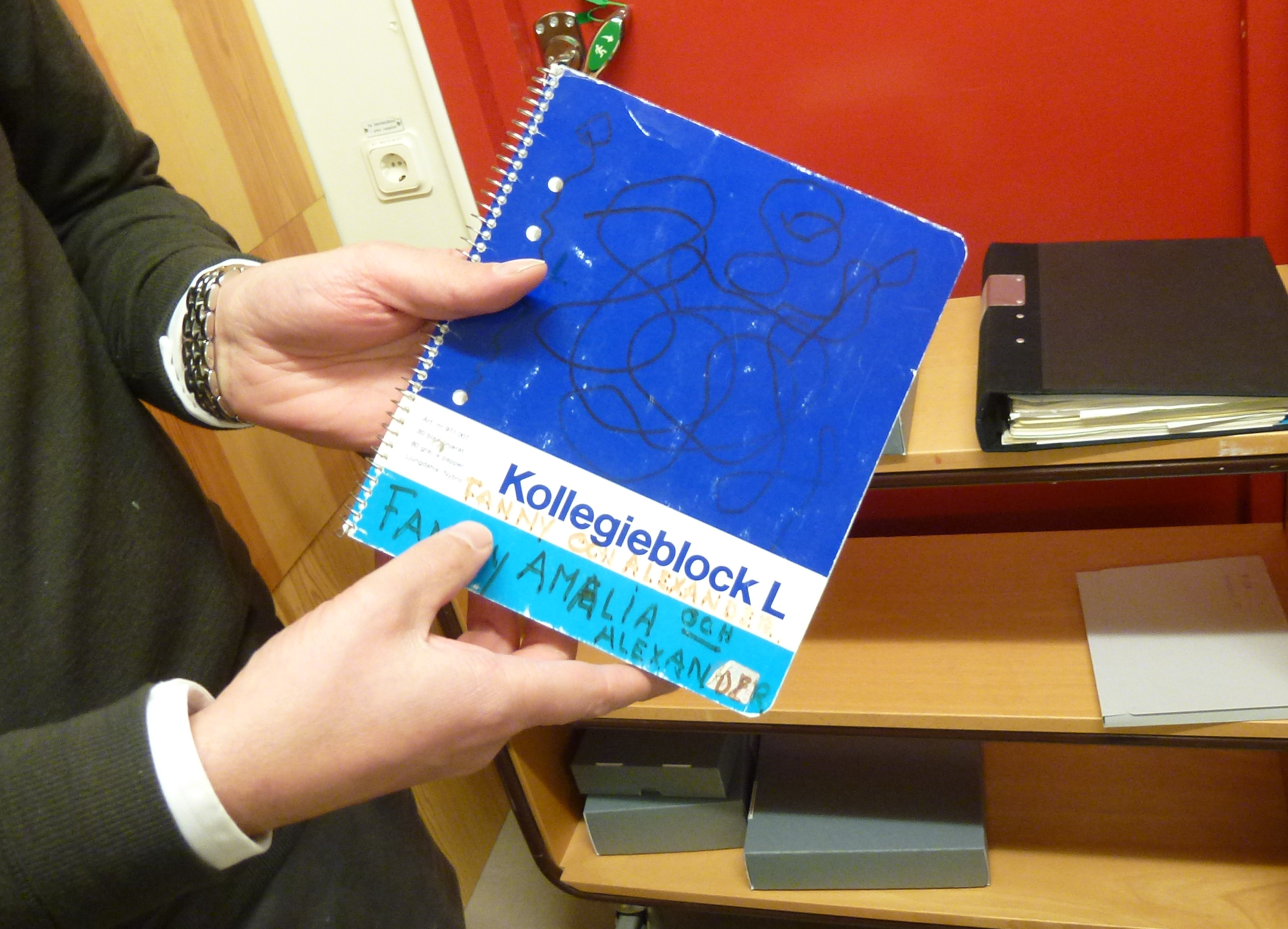
"Fanny, Amalia och Alexander", kladd till filmmanus i Bergman-arkivet.

Ingmar Bergman fick idén till Fanny och Alexander hösten 1978, samtidigt som han arbetade på sin film Ur marionetternas liv, och han skrev manuset mellan 18 april och 8 juli 1979 på Fårö. Inspirationskällor för manuset var Charles Dickens berättelser, som enligt Bergman gav honom inspiration till "Biskopen och hans hus. Juden i den fantastiska butiken. Barnen som offer. Kontrasten mellan en svartvit instängd värld och ett blommande liv utanför". En annan inspiration var E.T.A. Hoffmanns noveller, inklusive Nötknäpparen som gav Bergman utgångspunkten för julfirandet i Fanny och Alexander.
Bergman ville att Fanny och Alexander skulle bli hans sista film, trots att han senare fortsatte med att skriva manus och regissera olika TV-produktioner. För pressen berättar han att han har bestämt sig för att gå i pension, eftersom han "inte längre har någon styrka, vare sig psykiskt eller fysiskt". Manuset var halvbiografiskt och var ett försök av Bergman att skildra sina käraste minnen från vad han kallade sin "lyckliga och privilegierade" barndom, och rollfiguren Alexander Ekdahl var tänkt att vara en representation av honom själv som barn. Hans minnen av mormoderns lägenhet utgjorde en särskilt viktig inspiration. Om sin barndom kommenterar han:
| ” | Det var svårt att skilja det fantiserade från det som ansågs verkligt. Om jag ansträngde mig kunde jag kanske få verkligheten att hålla sig verklig men där fanns till exempel spöken och gastar. Hur skulle jag göra med dem? Och sagorna, var de verkliga? | „ |

Bergman erinrade sig också att när han var tio år gammal fick han en laterna magica från sin moster. I sin självbiografi beskrev han projektionsapparaten som ett av hans livs viktigaste föremål, och han hade redan tidigare använt en laterna magica i filmen Viskningar och rop, från 1972.
Men familjen Ekdahl överensstämmer inte helt med Bergman och hans familj. Ingmars förhållande till sin syster Margareta under barndomen skildras genom Fanny, som ingår i titeln trots att hon inte spelar en lika stor roll som Alexander. Bergman hade tidigare utformat rollfigurer efter sin mor Karin Åkerblom, både som "jungfru och förförerska", och rollfiguren Emilie Ekdahl passar också in i den motstridiga beskrivningen.
Margaretas och Ingmars far var Erik Bergman, en sträng pastor som följde den lutherska läran. Rollfiguren Edvard Vergérus är baserad på Erik, och liksom Edvard var Erik uppvuxen i en familj som nästan helt bestod av kvinnor. Erik och Ingmar stred ofta mot varandra om "sanningen" och ärligheten, i samma stil som Edvard och Alexander gör i filmen. Den berättelse som Alexander förtäljer i filmen om att sälja sig själv till en cirkus liknar en berättelse som Ingmar själv berättat som barn, och han tilltalades av Erik på samma sätt som Edvard tillrättavisar Alexander. Men Bergman konstaterade också: "Det har föreslagits ... att den tolvårige Alexander är mitt alter-ego. Men det är inte helt sant. Fanny och Alexander är en berättelse, en krönika om en familj i medelklassen, kanske i övre medelklassen som håller sig nära varandra ... Det finns mer av mig i biskopen än i Alexander. Han är hemsökt av sina egna djävlar."
Bergman presenterade projektet för producenten Jörn Donner, som sa att han kunde anskaffa pengarna till budgeten på villkoret att hela produktionen och scenkostymen gjordes av svenskar. Donner har berättat att Bergman tvivlade på om kompetensen och den typ av ateljéer som behövdes fanns i Sverige, men han ändrade sig så småningom. Den uppskattade budgeten på 40 miljoner kronor skulle göra Fanny och Alexander till den då dyraste svenska filmen. För att få in pengarna samarbetade Donner, Bergmans bolag Cinematograph och Svenska Filminstitutet med det svenska bolaget Sandrew Film & Teater, det franska bolaget Gaumont, det schweiziska bolaget Personafilm och det västtyska bolaget Tobis Filmkunst. Bergman färdigställde manuset i oktober 1980 och samlade en budget på 7 miljoner amerikanska dollar (närmare 30 miljoner kronor enligt dåtidens mått), enligt tidskriften New York.

### Rollfördelning
Filmprojektet tillkännagavs i oktober 1980 med Liv Ullmann, Max von Sydow och Erland Josephson i några av huvudrollerna, där von Sydow skulle spela rollen som Edvard – biskopen som Ingmar berättade för pressen skulle påminna om Erik Bergman. Men förhandlingarna med von Sydows agent strandade eftersom von Sydow fokuserade på filmroller utanför Sverige och krävde ett mycket högt gage. I stället gick rollen som Edvard till Jan Malmsjö, som Bergman tidigare arbetat med i Scener ur ett äktenskap. Enligt Malmsjö ska von Sydow senare ha berättat att detta var hans livs största misstag, och att han beklagat sig över att inte Bergman hade kontaktat honom personligen. År 1981 tackade även Ullmann nej till rollen som Emilie på grund av en planeringskonflikt, fast år 2013 anmärkte hon: "Jag vet fortfarande inte varför jag gjorde det".

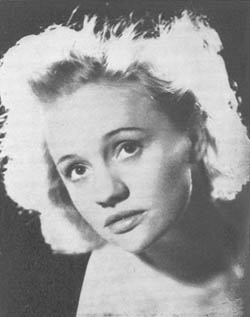
Gunn Wållgren gjorde sin sista filmroll som Helena Ekdahl.

Bertil Guve var tio när han fick rollen som Alexander. Bergman hade sett Guve i Lasse Hallströms TV-film Kom igen och ville kalla in Guve för provspelning, trots att Guve inte kände till vem Bergman var. Bergman valde Guve utan att berätta historien om Fanny och Alexander för honom, då han märkte av pojkens fantasi under provspelningen när denne berättade om hur han hade "mördat sin morfar". Guve har också berättat: "Jag frågade Ingmar senare varför han valde mig. Han sa att det var för att jag agerade med mina ögon". Barnskådespelerskan Pernilla Allwin fick rollen som Fanny och när hon och Guve först träffades betraktade de varandra som rivaler. Bergman identifierade sig med denna syskonrivalitet.
Övriga skådespelare, som Harriet Andersson, Gunnar Björnstrand och Jarl Kulle, har varit med i tidigare Bergmanfilmer. Björnstrand hade börjat bli dement på grund av Alzheimers, vilket gjorde det svårt för honom att memorera sina dialoger, men han fick ändå en mindre roll i filmen. Skådespelerskan Gunn Wållgren fick rollen som Helena trots att hon led av cancer, och ofta tvingades dölja sina smärtor under inspelningen. Björnstrand och Wållgren gjorde sina sista filmroller i och med Fanny och Alexander.
Pernilla August, som fortfarande hette Wallgren och studerade på Teaterhögskolan i Stockholm, fick rollen som barnflickan Maj vilket blev hennes genombrott. August har berättat att hon blev inbjuden att se filmmanuset, och att hon inte förstod hur Bergman kunde känna till henne. Hennes intresse för skådespeleri hade väckts när hon såg Bergmans film Viskningar och rop, och hon drömde om att få en filmroll, likt Kari Sylwans. Bergman gav även roller till några av sina egna barn. Mats Bergman fick rollen som Isaks brorson Aron och Anna Bergman fick rollen som Hanna Schwartz. Linn Ullmann skulle spela rollen som Alexanders storasyster (som antingen skulle heta Amanda eller Amalia), men då Linns skola vägrade ge henne ledigt tvingades Bergman att ta bort rollfiguren. Hans ex-fru Käbi Laretei fick rollen som Anna von Bohlen, och hans son Daniel Bergman agerade passare. Totalt deltog 60 skådespelare med talroller och över 1 200 statister i filmen.

### Förproduktion

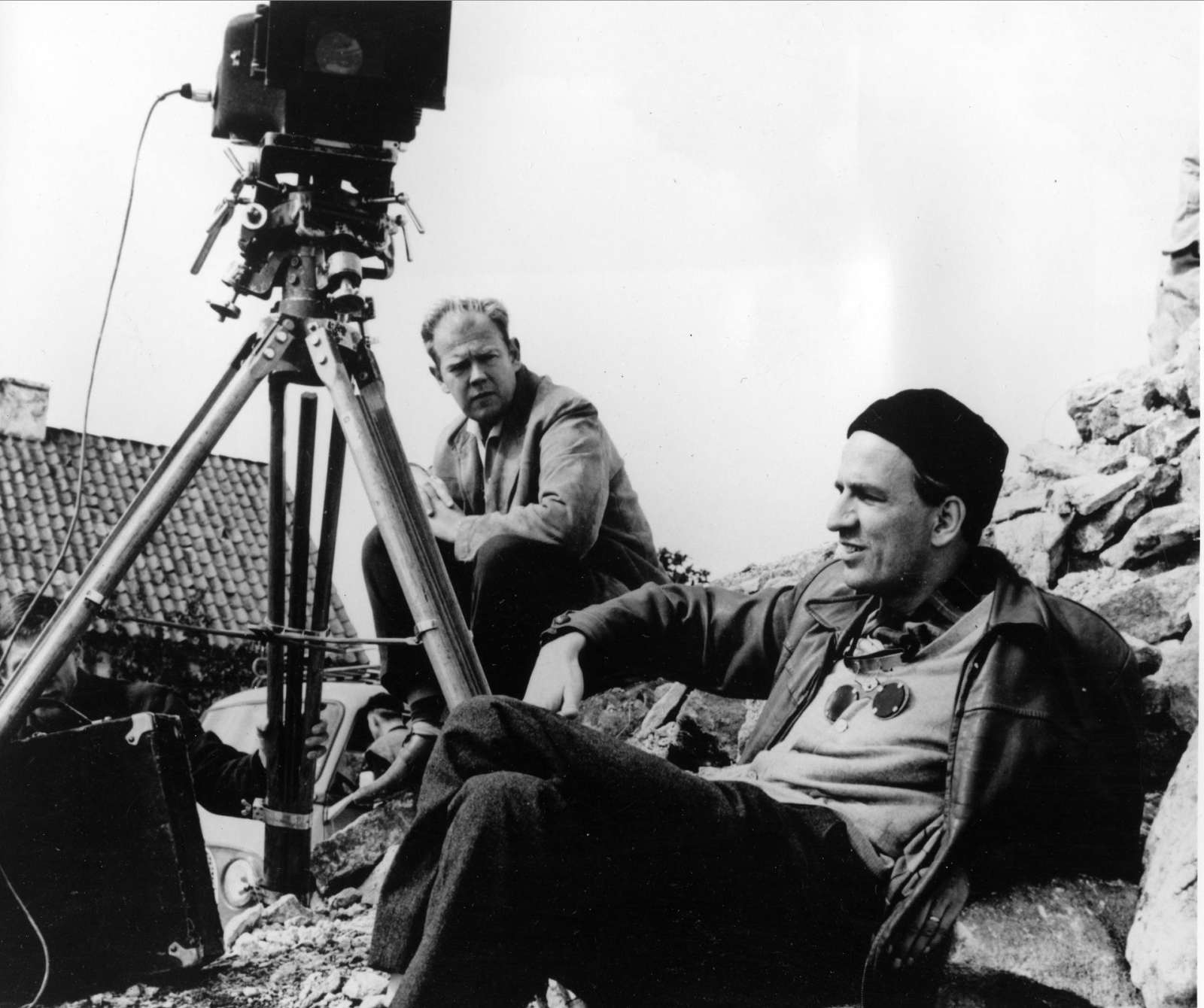
Ingmar Bergman och Sven Nykvist, här vid inspelningen av Såsom i en spegel (1961).

Scenografen Anna Asp fick sex månader på sig för förberedelser inför produktionsstarten och började med att bygga miniatyrmodeller och göra scenritningar. Bergman använde sin mormors bostad i Uppsala som modell för familjen Ekdahls hem. Hon hade en lägenhet i bostaden, medan den andra tillhörde Erik Bergman och hans familj. Asp formgav Oscars och Emilies lägenhet i jugendstil. För biskopsgården skapade Asp en kuslig design, som fortfarande skulle vara trovärdigt som hem åt en kyrkans man, och lät sig inspireras av ett tidningsfotografi av ett slott. För Isaks bostad arbetade Asp utifrån Bergmans minnen av en judisk antikvitetshandlare och försökte skapa en labyrintisk inredning.
Kostymtecknaren Marik Vos-Lundh fick i uppdrag att leda projektet med att skapa 250 kostymer för skådespelarna och över 1 000 kostymer för statisterna. Hon testade en mängd tygprover för att bestämma hur de skulle se ut i filminspelningen, och Bergman begärde att få se så många testfilmer han kunde. Vos-Lundh samarbetade med Asp i färgsättningen.

### Inspelning

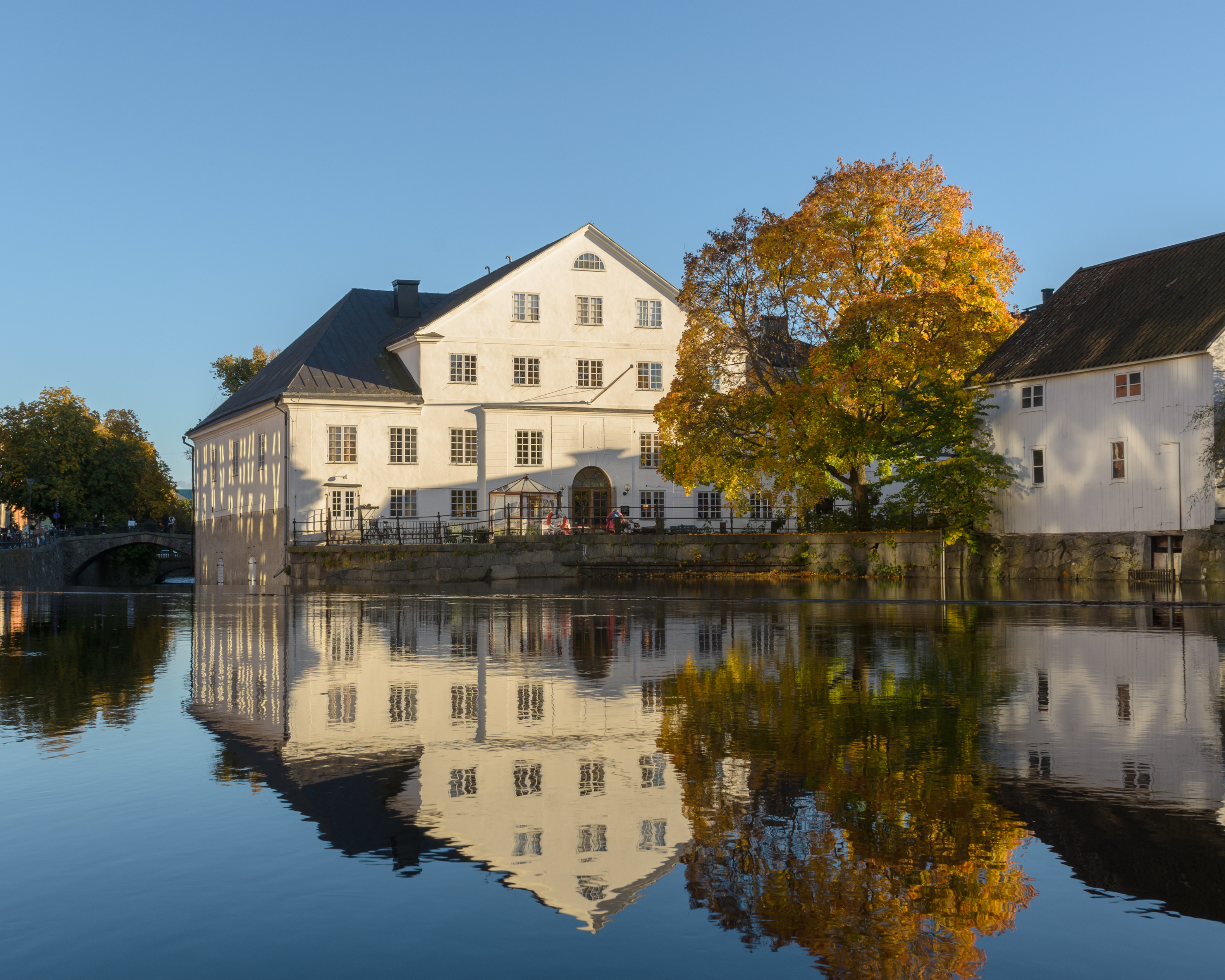
Upplandsmuseet som används som exteriör för biskopsgården.

Filminspelningen inleddes i Uppsala och pågick från den 7 september 1981 till den 22 mars 1982, med Sven Nykvist som filmfotograf, Peter Schildt som regiassistent och Katinka Faragó som produktionsledare. Filmen skapades i färg (Eastman Color) och inspelades i vidfilm (1,66:1) med 35 mm film.
De första inspelningarna gjordes utomhus i Uppsala, och stadens kommunpolitiker hade givit teamet tillåtelse att dekorera gatorna hur de ville. Scenerna spelades in i samma ordning som de förekommer i filmen, och det var först under produktionen som Guve fick veta att huvuddelen av berättelsen handlade om Alexanders konflikt med sin styvfar. Under första inspelningsdagen bestämde sig Bergman för att iscensätta ett kuddkrig, vilket lugnade Pernilla Augusts scennerver. Detta gjorde också att Bergman blev mer omtyckt av barnskådespelarna. Guve blev vän med både Bergman och Pernilla Allwin, och mellan inspelningarna brukade Allwin och Guve leka med sina cyklar, vilket smutsade ner deras filmkostymer och filmteamet blev tvunget att snabbt tvätta dem. Guve hamnade också i konflikt med Bergman, då han skrattade under en inspelning. Bergman tillrättavisade honom och sa att det var "det mest skandalösa, det mest oprofessionella beteendet" han någonsin upplevt. Inspelningarna var ett heltidsarbete under veckorna så Guve fick ägna helgerna åt skolarbete.
Om den första inspelningsveckan kommenterade Bergman:
| ” | Första filmveckan gick på alla vis över förväntan. Det var dessutom mycket roligare att arbeta än vad jag hade anat. Jag tror möjligen att detta har med det egna språket att göra. Det var så länge sen. Barnen är också fina, fria och roliga. Det är klart att motgångarna ruvar om hörnet. Ibland genomfars jag av en förfärlig oro. | „ |

När de skulle filma utanför Uppsala domkyrka, hamnade filmteamet i konflikt med kyrkans domprost om en TV-antenn som man ansåg borde tas bort inför inspelningen. Scenerna utanför biskopsgården spelades in i Upplandsmuseet. För inomhusscener användes samma dekor i Uppsala och i Svenska Filminstitutets ateljéer i Europa Studios i Solna och Filmhuset i Stockholm för att skildra flera platser. Teaterscenerna spelades in på Södra Teatern i Stockholm, och scenerna i Helenas sommarvilla spelades in i Villa Björkudden i Saltsjö-Boo i Nacka kommun. Totalt inspelades 25 timmar av filmmaterial.
Vid juletid drabbades flera i filmteamet av influensa, vilket gjorde att inspelningen ställdes in under tre veckor. När Bergman drabbades av influensa och fyrtio graders feber tog hans medarbetare över ansvaret vid inspelningen av Oscars begravningsscen, där 500 statister och ett brassband deltog. Under några veckor insjuknade Sven Nykvist och ersattes under tiden av filmfotografen Tony Forsberg. Vid ett tillfälle träffades nästan Bergman och Nykvist av en travers som råkade falla ner över Filminstitutets stora ateljé. Under en ishockeymatch slog Bertil Guve sönder sitt ena knä. Också andra i filmteamet råkade ut för arbetsrelaterade skador. Bland annat fick stuntmannen Johan Torén, som spelade den brinnande fastern Elsa, allvarliga brännskador av spilld napalm, och chefselektrikern ramlade ner i orkesterdiket på Södra Teatern och bröt båda benen.
| ”                 | När verkligheten slår sönder mina lekar får jag stor lust att lämna studion för alltid. | „ |
| – Ingmar Bergman. |                                                                                         |   |

Stora delar av filmproduktionen spelades in av Bergman och Arne Carlsson för dokumentärfilmen Dokument Fanny och Alexander.

## Filmmusiken
Daniel Bell komponerade filmmusiken och arrangerade också flera klassiska melodier i filmen, komponerade av Johann Sebastian Bach, Ludwig van Beethoven, Benjamin Britten, Frédéric Chopin, Antonín Dvořák, Jacques Offenbach, Franz Schubert, Robert Schumann, Johann Strauss d.y., Giuseppe Verdi och Antonio Vivaldi. Käbi Laretei framförde två melodier på piano i filmen. Valser som framförs av filmens rollfigurer är "Helan går", "Hej tomtegubbar", "Nu är det jul igen" och "Den gång jag var" av Allan Bergstrand. I filmens teaterorkester ingår, förutom Daniel Bell som arrangör, även Gunnar Djerf, Ebbe Eng, Folke Eng, Evert Hallmarken, Nils Kyndel, Ulf Lagerwall, Börje Mårelius och Karl Nilheim.

## Tematik och tolkningar
Filmkritikern Michiko Kakutani pekade på att Fanny och Alexander delar samma teman, med äktenskaps- och familjedrama, som tre av Bergmans andra filmer: Törst (1949), Scener ur ett äktenskap (1973) och Ur marionetternas liv (1980). Filmvetaren Linda Haverty menade att hon överraskades av att Bergman använde sig av fantasielement som vålnader och telepati i denna berättelse som i övrigt har formen av en bildningsroman, eftersom de avviker från den psykologiska skräcken i hans tidigare filmer under 1960- och 1970-talen. Professor Frank Gado argumenterade i sin bok The Passion of Ingmar Bergman från 1986 att Fanny och Alexander "egentligen är två filmer, som utöver att de skildrar samma familjemedlemmar består av vitt skilda delar. Den glöd som värmde publiken strålar endast från ett yttre skikt, men dess kärna är precis lika kylig som Bergmans andra filmer".

### Magi och verklighet

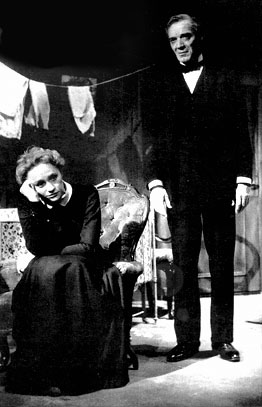
Gunn Wållgren och Uno Henning i August Strindbergs pjäs Ett drömspel, från år 1955.

Forskaren Egil Törnqvist tolkade rollfiguren Gustav Adolf som ett uttryck för sinnlig glädje, medan Alexander och Isak lever i en värld fylld av övernaturlighet och ondska. Kritikern Dave Kehr tolkade filmens sagostil som att filmen är skildrad ur Alexanders perspektiv, färgad av "myter och sägner". Alexander ser "syner av vålnader eller drömbilder i vardagsverkligheten", som författaren Laura Hubner beskrev det. Dessa sekvensers uppdykande i filmen kan vara av betydelse. Efter att Alexander blivit bestraffad av Edvard för att ha berättat en historia om hur familjen Vergérus dog, blir pojken hemsökt av familjens vålnader som förnekar Edvards skuld, vilket indikerar att det var Edvard som skrämde Alexander till att ha denna vision. Författaren Mas'ud Zavarzadeh rationaliserade drömbilderna som resultatet av att Alexander är "en blivande konstnär". Zavarzadeh noterade vidare: "Han håller på att skapa en sannare och tryggare verklighet än den som omger honom".
Slutsatsen som kan dras utifrån Gustav Adolfs tal i slutet av filmen är att de flesta i familjen Ekdahl inte tillbringar mycket tid med att fundera kring livets mening. Zavarzadeh ställer även Alexander i kontrast till en av dennes farbröder, professor Carl Ekdahl, som i vardagen förlitar sig på logik men som vid ett tillfälle förminskas till något löjligt, då han underhåller barnen med sin prutthumor. Prästen Caroline Krook betonade Bergmans skatologiska och barnsliga humor, och att ordet "skit" är ett återkommande ord som yttras av Bergman, August Strindberg och rollfiguren Alexander. Törnqvist ansåg att rollfigurernas efternamn inspirerades av familjen med samma namn i Henrik Ibsens pjäs Vildanden från 1884, och att det gjorde namnet Ekdal synonymt med rollfigurer som hanterar den illusoriska verkligheten. Törnqvist menade vidare att H:et som lagts till familjenamnet i Fanny och Alexander ger det en mer aristokratisk prägel.
Huber hänvisade till filmvetarna Marilyn Johns Blackwell och Törnqvist för att stärka hypotesen att Alexander, trots titeln, är den som har huvudrollen och att Fanny har en biroll, och Blackwell menade att fantasi "ofta ses som något manligt". Kehr instämde i att Fannys roll är en biroll, och menar att Alexander påverkar handlingen i mindre grad än vad de vuxna rollfigurerna gör, men fortsätter ändå att vara i berättelsens fokus.
Angående Alexanders visioner och deras verklighet argumenterade kritikern Roger Ebert:
| ” | Fanny och Alexander är i första hand berättelsen om det Alexander uppfattar om vad som verkligen händer. Om magi är verkligt, om vålnader kan gå, då får det vara så. Bergman har ofta låtit övernaturlighet förekomma i sina filmer. Å andra sidan kan händelserna i Fanny och Alexander tolkas som något vi ser genom barndomsminnenas prisma, där halvt förstådda och halvt glömda händelser rekonstrueras till en ny berättelse som förklarar barnens uppväxt. | „ |

I slutet av filmen läser Helena ett citat från pjäsen Ett drömspel av August Strindberg från 1902: "Allt kan ske, allt är möjligt och sannolikt. Tid och rum existerar icke. På en obetydlig verklighetsgrund spinner inbillningen ut och väver nya mönster." Liksom i Ett drömspel utforskar Fanny och Alexander "livets icke-realitet". Gado föreslog att citatet hänvisar till minnen och fantasier, och att hela Bergmans filmografi skulle kunna vara drömmar som utgör delar av en enda stor dröm.

### Familjekonflikt

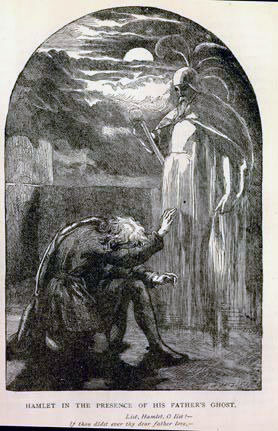
I Fanny och Alexander finns flera referenser till William Shakespeares pjäs Hamlet.

Essäisten Jarrod Hayes från Film Quarterly drog slutsatsen att konflikten mellan Alexander och Edvard är en "sammandrabbning mellan två titaner", då Edvard åkallar "kraften från en bild – Gud – medan Alexander besitter bildens kraft". Törnqvist observerade att Alexanders far Oscar bär vita kläder medan hans styvfar Edvard bär svarta kläder, vilket innebär att de representerar det goda och det onda. Krook observerade att Oscar förkroppsligar leken och lusten, medan Edvard förkroppsligar "det omutliga sanningskravet och övermakten som består i att kunna straffa", och att Bergman vid sextioårsåldern kunde se båda dessa sidor av sin far. Filmvetaren Amir Cohen-Shalev påpekade också kontrasterna mellan Oscar och Edvard: Oscar som "välmenande och kärleksfull, om än passiv", och Edvard som en mycket strängare kyrkans man, formad att efterlikna Erik Bergman. Cohen-Shalev argumenterade att Edvard döljer sina känslomässiga brister med sin borgerliga fasad och sin "lättvindiga och bejakande fromhet". Samtidigt som Edvard är oförmögen att utåt sett ge upp sin tro har han i sitt inre redan förlorat den. När han konfronteras med Alexander agerar han med inbördes oförenliga känslor: med "kärlek" menar han i verkligheten hat; med "välbefinnande" menar han förnedring. Efter Oscars död menar Cohen-Shalev att Emilie väljer att gifta sig med Edvard eftersom hon är rädd inför sin egen tomhet: "Du förstår ibland ... har jag undrat om det var något stort fel med mina känslor. Jag kunde inte förstå varför ingenting gjorde riktigt ont, varför jag aldrig kunde känna mig riktigt glad". Krook ansåg att Emilie hade levt ett liv i lögn och ville gifta sig med Edvard eftersom hon törstade efter sanningen: "Han sa att vi tillsammans med barnen skulle leva ett liv i Guds närhet − i sanningen. Det där med sanningen var nog det viktigaste."
Berättelsen innehåller flera referenser till William Shakespeares pjäs Hamlet. Enligt Scott-Douglas ser Alexander Oscar spela rollen som vålnaden i Hamlet innan han dör, och därefter dyker han upp som en vålnad samtidigt som Alexander får en våldsam styvfar. Detta gjorde att "teater och verklighet verkar vara oskiljbara". Cohen-Shalev menar att Oscar förvandlades till en vålnad som straff för att han aldrig levde på riktigt, och förlorade sitt liv. Törnqvist skriver att "triangeln" som utgörs av Alexander, Emilie och Edvard uttryckligen förklaras genom Emilies hänvisning till Hamlet, och rollfigurerna Hamlet, drottning Gertrude och kung Claudius: "Spela inte Hamlet nu, min gosse. Jag är inte drottning Gertrude, och din snälla styvfar är inte kung av Danmark, och det här är inte Kronoborg, trots att det ser så dystert ut." Precis som Gertrude porträtteras Emilie som otrogen och i Bergmans manus indikeras att Oscar inte är Alexanders biologiska far, då Oscar i julspelet spelar rollen som Josef. Enligt Helena blev Oscar impotent efter Fannys födelse, varför Emilie därefter hade diskreta kärleksaffärer.
Forskaren Arnold L. Weinstein skriver att genom att inrama Edvard som en "styvfaderskung" blir berättelsen en strid mellan "barnamord och fadermord", där Edvards död förenas med Alexanders "konstnärliga och sexuella frigörelse". Törnqvist menar att Alexander uppvisar en "erotisk attraktion för sin mor" kombinerat med ett hat gentemot sin styvfar, vilket refererar till oidipuskomplexet. Författaren Viveka Nyberg identifierar oidipala teman som genomgående, och föreslår att Alexander tror att han kan ha dödat både sin far och sin styvfar för att vinna sin mammas kärlek. Nyberg beskriver Emilie som "vacker och avskild i lika stor utsträckning", och hon menar att hon visserligen bryr sig om sina barn men bekymrar sig mer om andra saker. Alexanders berättelse om att bli såld till en cirkus återspeglar hans känslor av att mamman försakar honom. Medan Alexander ser ut att beundra Oscar och dennes fantasi lyssnar han också på sina föräldrars interaktioner och sover i Majs säng, där Maj agerar som extramamma och som ett föremål för sexuell lust.
Cohen-Shalev beskriver olika cykliska mönster i berättelsen: Familjen genomlider årstider med tydliga "symboler, myter och sinnesstämningar", inklusive döden på vintern och återuppståndelsen på våren; eller en resa där huvudpersonen genomgår ett prov i "Tårarnas dal" innan denne uppnår en "lycklig familjeförening". Edvard har också "vissa mänskliga sidor", skriver Cohen-Shalev, då Edvard bekänner att hans tro bara är en mask, och hans brinnande död speglar hans egen liknelse av en mask som inte kan tas av såvida inte köttet också avlägsnas.

### Kristendom och judendom

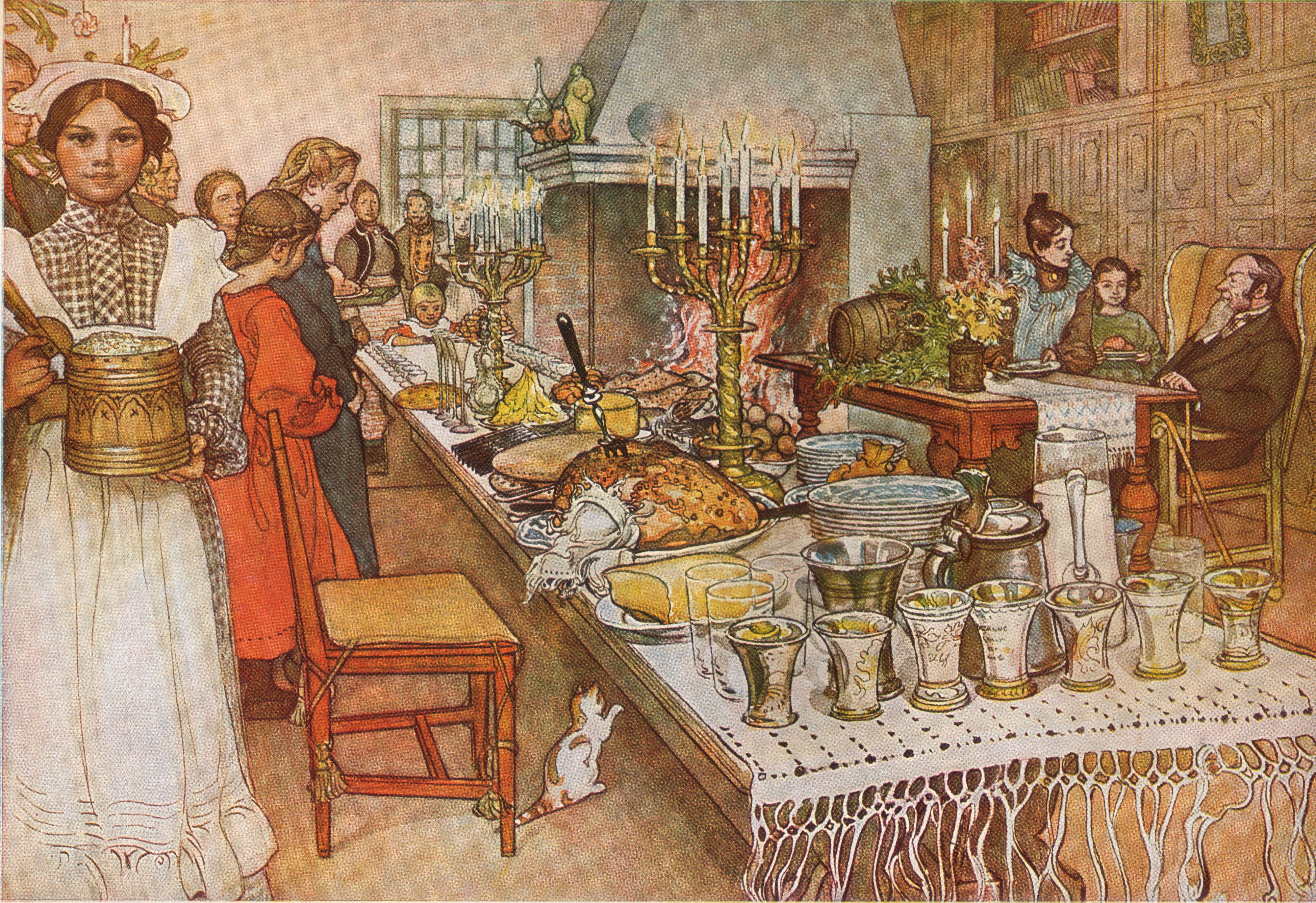
Julaftonen (1904) av Carl Larsson, föreställande ett julaftonsfirande i Sverige.

Berättelsen om Fanny och Alexander inleds med en skildring av den svenska julen, som beskrivs genom "färger, ljud, rörelser och musik", och som kritikern Royal Brown från Cineaste kallade för "livsbejakande, hednisk kristendom". Detta kontrasteras med Edvards kristendom, som dikteras av askes, auktoritarianism och tankar på döden, och hur Alexander betraktar biskopsgården som ett öde och kallt fängelse. Professor Freddie Rokem skrev att till skillnad från Edvards "stränga och renläriga" protestantism, kan familjen Ekdahl bjuda in juden Isak till sin julfest, då han är nära vän till matriarken Helena Ekdahl, och att denna vänskap är "utopisk". I Isaks hem tar hans brorson Aron Retzinsky fram en docka av Gud, eller en deus ex machina, som Alexander blir rädd för. Han försöker då avdramatisera det skrämmande, vilket slutar med att han filosoferar kring hur allvarligt man ska ta det övernaturliga. Författaren Harry Perridon menade att när Alexander säger att Gud "är en skit- och pissgud" syftar han på den kristna guden som han förknippar med världens lidande. Efter detta måste sanna mirakel i Bergmans universum komma från ett annat håll, skrev Perridon. Krook argumenterade att den tigande och maktlöse guden är ett återkommande tema i Bergmans verk, och att det som tycks finnas kvar för Bergman är det heliga i det mellanmänskliga.
Skildringen av judar i Sverige kretsar kring Isak, vilken filmvetaren Rochelle Wright anser är "mycket mer nyanserad" än i Bergmans tidigare film Beröringen (1971). Wright skrev att Isak inte är helt assimilerad i Sverige men hans närvaro i landet betraktas som positiv, eftersom han står för fantasi, "magi och gåtfullhet". Erland Josephson, som spelar Isak, beskrev sin roll som en klichéartad porträttering av en jude, fast med mystiska och tragiska element och med drag från det judiska folket och deras historia. Hayes menade att berättelsen anspelar på den judiska mystiken och kabbalan genom sin version av "tid och rymd". Hayes lägger fram hypotesen att Isaks skrik, och ljuset som omsluter honom efter att ha blivit slagen av Edvard, är en åkallan av kabbalas ljus för att besegra ondskan. Skriket kan ha en åkallan på ett "andligt ingripande", vilket gör att barnen lyckas fly genom att bli osynliga i Isaks kista, medan barnen för Edvard förefaller ligga på golvet i barnens sängkammare. Törnqvist lägger fram hypotesen att judisk panteism ersätter kristendomens tro på "nåd och straff" i berättelsen. Royal Brown menar att Ekdahls kristendom har mer gemensamt med Isaks "kabbalistiska magi och animism" än med Edvards kristendom.
Törnqvist menade att Ismael är "ett av de mer gåtfulla elementen" i Fanny och Alexander, och han betraktade rollfiguren som en sammansmältning av flera element. Ismael, som spelas av Stina Ekblad, är androgyn och talar finlandssvenska. Ismael säger också till Alexander: "Kanske vi är samma person? Kanske har vi inga gränser? Kanske flyter vi genom varandra?". Författaren Daniel Humphrey beskrev Ismaels androgyni som förmedlare av "det queera och främmande" men presenterad som andligt identisk med Alexander. Dessutom kommenterade Humphrey att den bibliske Ismael är oäkta son till Abraham och stamfader till det arabiska folket, och betraktas som "paradigmatisk" av både kristna och judar. Även August Strindberg fattade intresse för rollfiguren Ismael. Törnqvist poängterade också att Ismael motsvarar Hamlet vad gäller utbildning, intelligens, verkligt eller spelat vansinne och antisocial personlighet.
Hayes kommenterade det sätt på vilket Ismael höll om Alexander och påpekade att det var "Alexanders erotiska möte med en man/en kvinna/sig själv". Kritikern Robin Wood och Richard Lippe argumenterade att Ismael direkt ersatte Oscar; avvisad av Alexander som någon som inte tjänade ett syfte. I stället skapar Ismael en känsla av fara och sexuell tvetydighet, där Wood och Lippe observerade att Ismael smekte Alexander fysiskt och kysste Aron ömt på läpparna. Det är osäkert vilken roll Ismaels och Alexanders ritual kan ha spelat för Edvards död. Ismael berättar vad som kommer att hända i framtiden när han beskriver Edvards död, men allt detta kan förklaras på ett logiskt sätt, då en polis informerar Emilie om att Edvards död var ett "ohyggligt sammanträffande av särdeles olyckliga omständigheter".

## Distribution

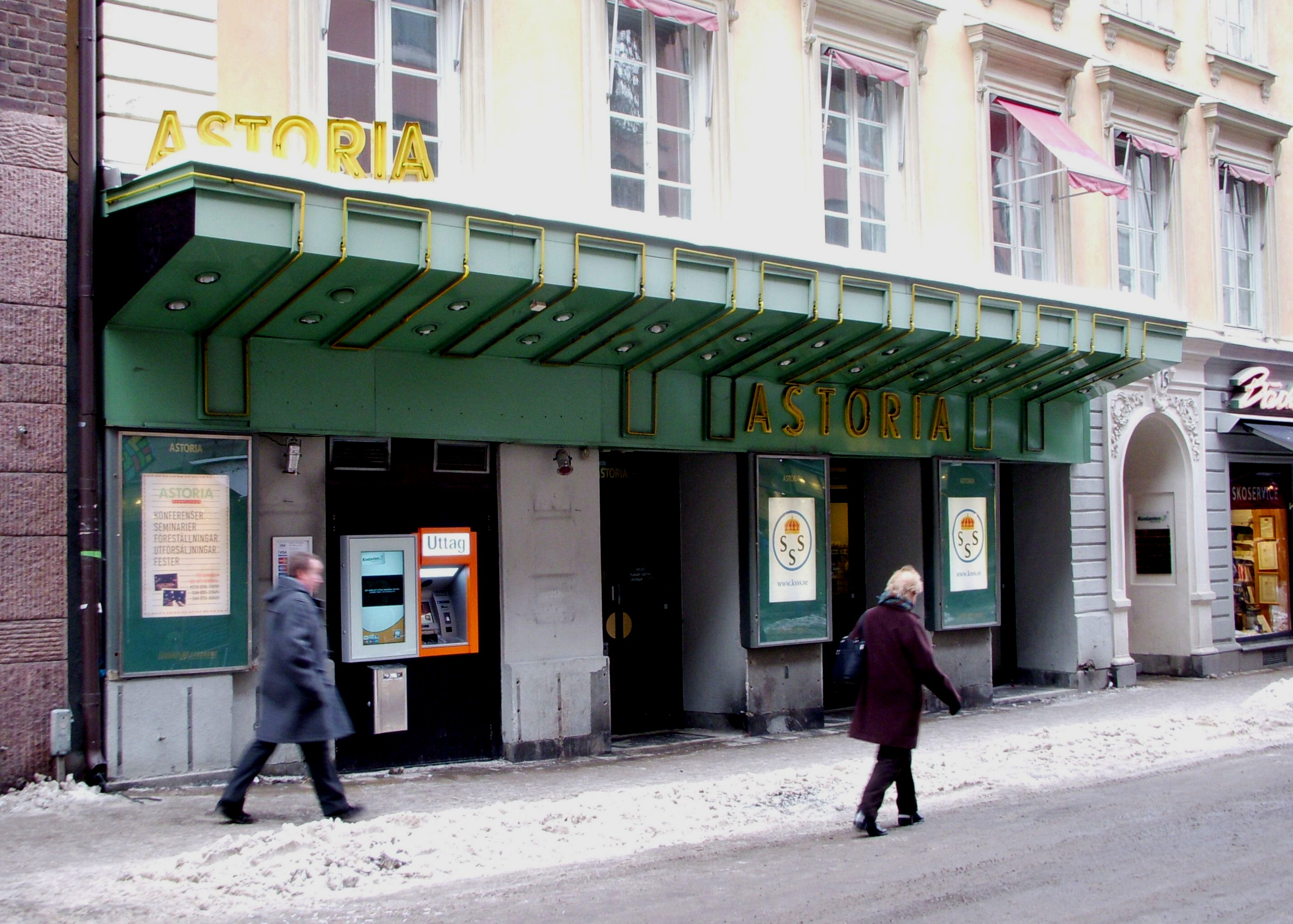
Biografen Astoria i Stockholm, där den kortare filmversionen av Fanny och Alexander hade världspremiär den 17 december 1982.

Bergman ville ursprungligen göra Fanny och Alexander till en miniserie för TV, och senare har den visats både som miniserie och film. Den längre miniserieversionen klipptes färdigt först, och kan därför betraktas som originalversionen. Efter att ha slutfört produktionen var Bergman tvungen att klippa ner filmen till 188 minuter för att den skulle kunna visas på bio, och beklagade att man förlorade stora delar av originalversionens fantasielement. Han påpekade att "Detta var utomordentligt besvärande, eftersom jag nu var tvungen att skära i filmens livsnerver". Bioversionen av filmen, som är 188 minuter lång, hade världspremiär i Sverige på biografen Astoria i Stockholm den 17 december 1982 och distribuerades av Sandrew Film & Teater. Distributionsrättigheterna såldes till 30 andra länder 1982. Filmen hade därefter biopremiär i Frankrike den 9 mars 1983, i Västtyskland den 8 oktober 1983 och i USA den 17 juni 1983.
Den längre filmversionen är 312 minuter. Den hade världspremiär i Sverige den 17 december 1983 på biografen Grand i Stockholm, men hade visats tidigare på filmfestivalen i Venedig under september samma år. Den sändes senare som miniserie på SVT i fyra avsnitt och fem akter, inklusive prolog och epilog, i olika tidslängder på Bergmans begäran. Akterna löpte i 92, 40, 37, 60 respektive 90 minuter, med sändningsstart den 25 december 1984. Dokumentärfilmen om produktionen, Dokument Fanny och Alexander hade premiär på Svenska Filminstitutet den 16 september 1984, och visades tillsammans med en TV-repetition av Fanny och Alexander på SVT den 18 augusti 1986. År 1991 skrevs 312-minutersversionen av filmen in i Guinness Rekordbok som en av de längsta kommersiella filmerna i filmhistorien. Hela miniserien visades på SVT1 den 2 augusti 2007, avbruten av en 10 minuter lång nyhetssändning, vilket skapade en tvådelad version av serien. Manuset gavs även ut som bok, vilken översattes till engelska 1983.
I Europa släpptes 312-minutersversionen på DVD 2002 av den brittiska distributören Curzon Artificial Eye, och i Sverige släpptes både bio- och TV-versionerna på DVD och Blu-ray 2008 av SF Home Entertainment. I Amerika och delar av Asien släppte The Criterion Collection den 8 november 2011 en Blu-ray-utgåva som innehåller bioversionen, TV-versionen och Dokument Fanny och Alexander.

## Mottagande

### Kommersiell respons
Enligt kulturskribenten Mikael Timm sågs Fanny och Alexander av en stor publik på svenska biografer, även för femtimmars-versionen, vilket gör den till Bergmans mest populära film i Sverige. Den sålde 374 208 biljetter i Frankrike och 165 146 biljetter i Tyskland.
Fanny och Alexander drog in totalt 6 783 304 dollar i USA. Enligt kritikern Vincent Canbys gick filmen kommersiellt "extremt bra" och hade sin egen nischgrupp, men kunde inte tävla med de stora sommarfilmerna som dominerade de 15 topplaceringarna för filmintäkter i USA under perioden. I topp låg Jedins återkomst (1983). År 1992 rankade tidskriften Variety Fanny och Alexander som den 21:a mest inkomstbringande utländska filmen i USA:s filmhistoria och den femte mest inkomstbringande svenska filmen efter Jag är nyfiken – en film i gult och Elvira Madigan (båda från 1967), Käre John (1964) och Mitt liv som hund (1985).

### Kritisk respons
Fanny och Alexander möttes av god kritik, och i Sverige fick filmen mestadels positiva recensioner. Filmkritikern Lasse Bergström från Expressen gillade dess skildring av den oskarianska tiden. Kritikern Stig Larsson bedömde att filmen var Bergmans ironiska skildring av sin tidigare filmografi. Jönköpings-Posten publicerade en positiv recension den 7 februari 1983, följt av en andra som publicerades den 21 februari samma år där man anklagade filmen för att skapa falsk glädje.

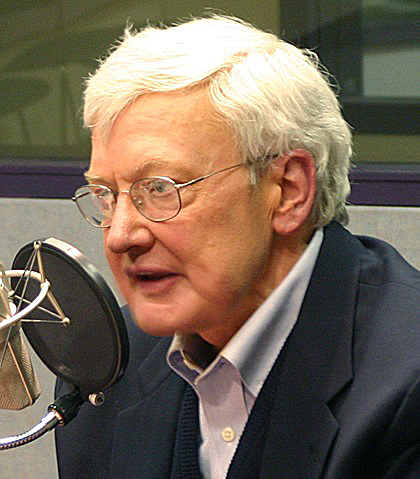
Filmkritikern Roger Ebert gav Fanny och Alexander betyget 4 av 4 stjärnor och ansåg att den var en av de mest detaljerade och specifika filmerna som Bergman någonsin skapat.

Vincent Canbys från The New York Times beskrev filmen som en "stor, mörk, vacker, generös familjekrönika" och kallade skådespelarna för "helgjutet utmärkta". Roger Ebert tilldelade filmen fyra stjärnor och ansåg att den var "en stor, spännande och ambitiös film", som var relaterbar för publiken med en mer specifikt berättelse än i Bergmans tidigare studier om religion och kön. Redaktionen i Variety kallade filmen för "en storslaget producerad tidstypisk film" som blandar "elegans med intimitet". Rita Kempley från The Washington Post betraktade dess berättelse som gladare än i tidigare Bergmanfilmer, och lyfte fram Ewa Fröling och jämförde henne med Liv Ullmann. Michiko Kakutani från The New York Times jämförde filmens "bildgenerositet" med Shakespeares komedier. Robert Hatch från The Nation jämförde filmen med Shakespeares pjäs Stormen som ett sista stort livsverk, fylld av "magi med samma nonchalanta auktoritet som av självaste Prospero". Kerry Brougher menade att det inte var Bergmans magnum opus, men sade att filmen ändå var "ett tankeväckande, elegant och vackert filmat arbete". John Simon från National Review skrev en negativ recension där han kallade filmen för "överfylld" och att han var ointresserad av nykomlingarna Fröling och Guve i Bergmans filmografi.
Ebert lade till filmen i sin lista över Great Movies 2004 och hyllade den som "förvånansvärt vacker" och berömde Sven Nykvist för att ha givit den "färg och värme". Andre Dellamorte recenserade Criterion Collection-utgåvan, och skrev att trots dess längd på fem timmar var berättelsen okomplicerad och alltid intressant. The Observer citerade den brittiske skådespelaren Matthew Macfadyen som sade att filmen "visade bara det mest fenomenala skådespel jag någonsin sett". Macfadyen tillade att när han studerade i Royal Academy of Dramatic Art visades filmen som "ett exempel att följa – ett exempel på människor som skådespelar med varandra". Den polska filmregissören Agnieszka Holland berömde filmen 2012 och sade att både barn och intellektuella kan njuta av den och att den ger ett mycket levande porträtt av en annan epok. Leonard Maltin gav filmen fyra stjärnor i sin Movie Guide för 2015 och identifierade dess känslor som "utsökt uttryckta".
Pauline Kael skrev en mer blandad recension. Hon njöt av den glada atmosfären men skrev att dess "konventionalism" är "ganska chockerande", vilket tyder på att Bergman hade flyttat till den viktorianska tiden för att undkomma sina vanligtvis excentriska åsikter. Kritikern Alex Cox från The Guardian skrev en negativ recension 2006 och hävdade att det inte fanns någon berättelse under de första två av filmens tre timmar och att analogin till Hamlet inte kan framhävas då Alexander vet att Edvard är ond, medan Hamlet är osäker ifall vålnaden är en demon och om Claudius är oskyldig. Cox hade inte sett den längre versionen, men ansåg att den kanske var bättre.
År 1990 utnämndes Fanny och Alexander till den bästa filmen från 1980-talet av Sheila Benson och Michael Wilmington från Los Angeles Times, och Benson kallade filmen "generös, oanständig, reflekterande och strålande livsbekräftande". Den kallades av David Ansen från Newsweek för den tredje bästa filmen någonsin. År 2004 lade The New York Times till filmen på sin lista över "De 1 000 bästa filmerna som någonsin gjorts". Filmen är en av titlarna i boken Tusen svenska klassiker från 2009. Xan Brooks i The Guardians Film Season listade filmen som den åttonde "bästa konstfilmen genom tiderna". Han beskrev filmen som "en frodig familjesaga, ömsom oanständig, fullständig och annorlunda" med ett sällsynt överflöd av "oförglömliga biroller". I Sight & Sounds listor från 2012 över de bästa filmerna genom tiderna stod Fanny och Alexander på 84:e plats bland kritiker och 16:e plats bland regissörer.
På Rotten Tomatoes har filmen betyget 100 procent, baserat på 39 recensioner (på deras så kallade "Tomatometer") med ett genomsnittligt betyg av 9,00 av 10. Webbplatsens kritiska konsensus lyder som följer: "Ingmar Bergman förmedlar barndomens kapplöpning med en noggrann detaljrikedom och överdådig inblick i mänsklig svaghet i Fanny & Alexander, ett mästerverk som kristalliserar flera av regissörens främsta intressen till en familjeepos." På Metacritic har filmen betyget 100 av 100, baserat på 8 recensioner.

### Utmärkelser
Fanny och Alexander nominerades till sex Oscar 1984 och vann fyra, inklusive för Bästa utländska film. Då Svenska filminstitutet valde att skicka in filmen för kategorin Bästa utländska film blev den inte kvalificerad för att nomineras till Bästa film. Trots det fick Fanny och Alexander det tredje högsta antalet nomineringar 1984, efter Ömhetsbevis och Rätta virket (båda från 1983). De fyra vinsterna gör Fanny och Alexander, ihop med filmerna Crouching Tiger, Hidden Dragon (2000), Pans labyrint (2006) och Parasit (2019) till de mest Oscarsbelönade bland alla icke-amerikanska filmer i Oscarsgalans historia,  samt den mest Oscarsbelönade svenska filmen. Filmen blev den tredje och sista filmen där Bergman vann priset Bästa utländska film, efter Jungfrukällan (1960) och Såsom i en spegel (1961). Bergman deltog inte personligen i galan då han arbetade på en teaterproduktion i München, så priset mottogs av hans fru Ingrid von Rosen och Jörn Donner.
På Guldbaggegalan 1983 vann filmen tre Guldbaggar, där Bergman vann pris för Bästa film och Bästa regi, och Jarl Kulle fick Guldbaggen för bästa manliga huvudroll för sin roll som Gustav Adolf Ekdahl.
| Pris                                 | Datum för prisutdelning | Kategori                         | Mottagare                      | Resultat  | Ref     |
| ------------------------------------ | ----------------------- | -------------------------------- | ------------------------------ | --------- | ------- |
| BAFTA Award                          | 1984                    | Film Not in the English Language | Jörn Donner och Ingmar Bergman | Nominerad | [ 163 ] |
| BAFTA Award                          | 1984                    | Bästa foto                       | Sven Nykvist                   | Vann      | [ 163 ] |
| BAFTA Award                          | 1984                    | Bästa kostym                     | Marik Vos-Lundh                | Nominerad | [ 163 ] |
| Césarpriset                          | 3 mars 1984             | Bästa utländska film             | Ingmar Bergman                 | Vann      | [ 164 ] |
| David di Donatello                   | 1984                    | Bästa utländska film             | Ingmar Bergman                 | Vann      | [ 162 ] |
| David di Donatello                   | 1984                    | Bästa utländska regissör         | Ingmar Bergman                 | Vann      | [ 162 ] |
| David di Donatello                   | 1984                    | Bästa utländska manus            | Ingmar Bergman                 | Vann      | [ 162 ] |
| Directors Guild of America           | 1983                    | Bästa regi                       | Ingmar Bergman                 | Nominerad | [ 165 ] |
| Golden Globe Award                   | 28 januari 1984         | Bästa utländska film             | Ingmar Bergman                 | Vann      | [ 166 ] |
| Golden Globe Award                   | 28 januari 1984         | Bästa regi                       | Ingmar Bergman                 | Nominerad | [ 166 ] |
| Guldbaggen                           | 31 oktober 1983         | Bästa film                       | Ingmar Bergman                 | Vann      | [ 162 ] |
| Guldbaggen                           | 31 oktober 1983         | Bästa regi                       | Ingmar Bergman                 | Vann      | [ 162 ] |
| Guldbaggen                           | 31 oktober 1983         | Bästa manliga huvudroll          | Jarl Kulle                     | Vann      | [ 162 ] |
| Los Angeles Film Critics Association | 17 december 1983        | Bästa utländska film             | Ingmar Bergman                 | Vann      | [ 167 ] |
| Los Angeles Film Critics Association | 17 december 1983        | Bästa foto                       | Sven Nykvist                   | Vann      | [ 167 ] |
| National Board of Review             | 14 december 1983        | Bästa utländska film             | Ingmar Bergman                 | Vann      | [ 168 ] |
| National Board of Review             | 14 december 1983        | Topp fem utländska filmer        | Ingmar Bergman                 | Vann      | [ 168 ] |
| New York Film Critics Circle         | 29 januari 1984         | Bästa utländska film             | Ingmar Bergman                 | Vann      | [ 169 ] |
| New York Film Critics Circle         | 29 januari 1984         | Bästa regi                       | Ingmar Bergman                 | Vann      | [ 169 ] |
| Oscar                                | 9 april 1984            | Bästa utländska film             | Ingmar Bergman                 | Vann      | [ 170 ] |
| Oscar                                | 9 april 1984            | Bästa regi                       | Ingmar Bergman                 | Nominerad | [ 170 ] |
| Oscar                                | 9 april 1984            | Bästa originalmanus              | Ingmar Bergman                 | Nominerad | [ 170 ] |
| Oscar                                | 9 april 1984            | Bästa foto                       | Sven Nykvist                   | Vann      | [ 170 ] |
| Oscar                                | 9 april 1984            | Bästa scenografi                 | Anna Asp och Susanne Lingheim  | Vann      | [ 170 ] |
| Oscar                                | 9 april 1984            | Bästa kostym                     | Marik Vos-Lundh                | Vann      | [ 170 ] |
| Svenska Filmkritikerförbundets pris  | 1983                    | Årets film                       | Ingmar Bergman                 | Vann      | [ 162 ] |

## Eftermäle
Efter Fanny och Alexander, som blev Bergmans sista biofilm, skapade han 1984 TV-filmen Efter repetitionen. Bergman inledde också ett biografiskt projekt som följde hans föräldrar Erik och Karin Åkerblom och på en presskonferens i augusti 1989 tillkännagav han att han planerade en produktion som kunde betraktas som en uppföljare till Fanny och Alexander och hans självbiografi Laterna Magica från 1987. Detta resulterande i miniserien och filmen Den goda viljan från 1991 och 1992, i regi av Bille August, vilken vann Guldpalmen vid filmfestivalen i Cannes 1992. Bergman utsåg Bille August som regissör under förutsättning att skådespelerskan Pernilla August skulle spela Bergmans mor. Kritikern Vincent Canby identifierade också Bergmans manus till filmen Söndagsbarn, som släpptes 1992 i regi av Daniel Bergman, som "en fortsättning" på Fanny och Alexander och Den goda viljan och ifrågasatte ifall Bergman verkligen hade gått i pension. Medan Bergmans minnen om Erik Bergman är fördömande i Fanny och Alexander så är hans studie om sin far "mycket mer förlåtande" i Den goda viljan och Söndagsbarn. Efter Den goda viljan spelade Pernilla August återigen Bergmans mamma i Enskilda samtal (1996) och i Larmar och gör sig till (1997).
Efter Bergmans död 2007 beslutade Postnord att hedra regissören med ett frimärke som visar Ingmar Bergman när han regisserar julmiddagen i filmen. Under de två decennierna efter premiären av Fanny och Alexander har flera juldekorationer baserade på filmen sålts i svenska butiker inför julen. I Tjolöholms slott från 11 november 2013 till 21 april 2014 uppsattes en vinterutställning med kostymerna från Fanny och Alexander. Samma sak skedde i Hallwylska museet mellan 10 november 2017 och 18 mars 2018, där kostymer från andra Bergmanfilmer också var utställda.

### Teaterversioner
Fanny och Alexander har i olika bearbetningar, liksom är fallet med många andra av Ingmar Bergmans filmmanus, satts upp som teaterpjäs på flera scener efter Bergmans död. Första produktioner hade premiär på Nationaltheatret i Oslo i november 2009 i regi av Kjetil Bang-Hansen; Hansens uppsättning blev den största kassasuccén i Nationaltheatrets historia. Därefter gjorde den förre Bergman-medarbetaren Stefan Larsson en uppsättning på Aarhus Teater i Danmark i oktober 2010, följd av en på Dramaten i Stockholm i februari 2012, och över 100 föreställningar, inklusive gästspel, på den nordiska kulturfestivalen på The Kennedy Center i Washington, D.C. 2013. På Svenska Teatern i Helsingfors hade en uppsättning premiär 15 september 2010 i regi av Maria Lundström och Tiina Puumalainen, en föreställning som fick god kritik i både de ledande svenska och de ledande finska tidningarna. I oktober 2012 gjordes en version i Linus Tunströms regi på Uppsala Stadsteater som beskrevs av kulturskribenten Nils Schwartz som ett "befriande brott mot den stadfästa bergmanska estetiken". Den 30 november 2012 hade en intimare uppsättning premiär på Intiman-scenen på Malmö Stadsteater i regi av Maria Åberg. Stephen Beresford gjorde en uppsättning på Old Vic i London i februari 2018, i regi av Max Webster och med Penelope Wilton i rollen som Helena Ekdahl. Mellan 2018 och 2019 satte Ingmar Bergmans dotter Eva Bergman upp Fanny och Alexander på Göteborgs stadsteater, något som ingick i Bergmanåret. Hon baserade sin uppsättning på Stefan Larssons bearbetning av manuset men förlade handlingen till 1930-talet.

### Engelska originalcitat
1. ↑  "[...] though not identified by name [...] unmistakably Uppsala."
2. ↑  "I don't have the strength any more, neither psychologically nor physically [...]"
3. ↑  "[...] happy and privileged [...]"
4. ↑  "[...] virgin and seductress [...]"
5. ↑  "[...] portrait of my mother ... the great beloved of my childhood [...]"
6. ↑  "It has been suggested ... that 12-year-old Alexander is my alter-ego. But this is not quite true. Fanny and Alexander is a story, the chronicle of a middle-class, perhaps upper-middle-class family sticking closely together ... There's a lot of me in the Bishop, rather than in Alexander. He is haunted by his own devils [...]"
7. ↑  "I still don’t know why I did that [...]"
8. ↑  "[...] lives have been intertwined since Persona, and that's been the most important fact in ... [Ullmann's] artistic life [...]"
9. ↑  "I asked Ingmar later why he chose me. He said it was because I acted with my eyes [...]"
10. ↑  "[...] actually two films, which, except that they concern members of the same family, are dramatically separate entities. The glow that warmed audiences radiates from only an outer layer; its core is as chilling as any of Bergman's fictions [...]"
11. ↑  "[...] myth and legend [...]"
12. ↑  "[...] visions of ghosts or dream visions alongside everyday reality [...]"
13. ↑  "[...] an artist in the making [...]"
14. ↑  "He is involved in the construction of a more genuine and stable reality than the one that surrounds him [...]"
15. ↑  "[...] largely gendered as male [...]"
16. ↑  "Fanny and Alexander is above all the story of what Alexander understands is really happening. If magic is real, if ghosts can walk, so be it. Bergman has often allowed the supernatural into his films. In another sense, the events in Fanny and Alexander may be seen through the prism of the children's memories, so that half-understood and half-forgotten events have been reconstructed into a new fable that explains their lives."
17. ↑  "[...] the unreality of life itself [...]"
18. ↑  "[...] clash of two Titans [...] the power of an image, God, Alexander has the power of the Image [...]"
19. ↑  "[...] well-meaning, loving but passive [...]"
20. ↑  "[...] glib, affected piety [...]"
21. ↑  "[...] theatre and reality seem indistinguishable [...]"
22. ↑  "[...] stepfather-king [...] infanticide and parricide [...] artistic/sexual emancipation [...]"
23. ↑  "[...] erotic attraction to his mother [...]"
24. ↑  "[...] beautiful and aloof in equal measure [...]"
25. ↑  "[...] symbols, myths, and moods [...]"
26. ↑  "[...] Valley of Tears [...] blissful family unification [...]"
27. ↑  "[...] a kind of humanity [...]"
28. ↑  "[...] colors, sounds, movements, music [...] life-affirming, pagan Christianity [...]"
29. ↑  "[...] rigorous and sterile [...] utopian [...]"
30. ↑  "[...] magic and mystery [...]"
31. ↑  "[...] time and space [...]"
32. ↑  "[...] spiritual intervention [...]"
33. ↑  "[...] grace and punishment [...]"
34. ↑  "[...] cabbalistic magic and animism [...]"
35. ↑  "[...] queerness and foreignness [...]"
36. ↑  "[...] Alexander's erotic encounter with a man/a woman/himself [...]"
37. ↑  "[...] big, dark, beautiful, generous family chronicle [...] uniformly excellent [...]"
38. ↑  "[...] a big, exciting, ambitious film [...]"
39. ↑  "[...] a sumptuously produced period piece [...] elegance with intimacy [...]"
40. ↑  "[...] magic with the casual authority of Prospero himself [...]"
41. ↑  "[...] conventionality [...] rather shocking [...]"
42. ↑  "[...] generous, ribald, reflective and radiantly life-affirming [...]"
43. ↑  "[...] the Best 1,000 Movies Ever Made [...]"
44. ↑  "[...] best arthouse film of all time [...] an opulent family saga, by turns bawdy, stark and strange [...] indelible supporting characters [...]"
45. ↑  "Ingmar Bergman conveys the sweep of childhood with a fastidious attention to detail and sumptuous insight into human frailty in Fanny and Alexander, a masterwork that crystalizes many of the directors' preoccupations into a familial epic"
46. ↑  "[...] the distinctions blur [...]"